# Gare de Shiinamachi
La gare de Shiinamachi (椎名町駅, Shiinamachi-eki) est une gare ferroviaire de l'arrondissement de Toshima, à Tokyo au Japon. Elle est exploitée par la compagnie Seibu.

## Situation ferroviaire
La gare de Shiinamachi est située au point kilométrique (PK) 1,9 de la ligne Seibu Ikebukuro.

## Historique
La gare de Shiinamachi a été inaugurée le 11 juin 1924.

## Service des voyageurs

### Accueil
La gare dispose d'un bâtiment voyageurs, avec guichets, ouvert tous les jours.

### Desserte
- Ligne Seibu Ikebukuro :
  - voie 1 : direction Ikebukuro
  - voie 2 : direction Tokorozawa et Hannō